# David Herd
David Herd (Hamilton, 1934. április 15. – 2016. október 1.) válogatott skót labdarúgó, csatár, edző. Pályafutása során játszott az Arsenal, a Manchester United és a Stoke City csapataiban is. Korának legjobb góllövői közt tartották számon.

## Pályafutása

### Stockport County
Herd ugyan Hamilton városában született, de Manchesterben nőtt fel, ugyanis ez idő tájt apja a Manchester City labdarúgója volt. Később az idősebb Herd a Stockport County játékosa lett és David is itt kezdte labdarúgó-pályafutását.
Az 1950–51-es szezon utolsó fordulójában mutatkozott be a felnőttek között. Ugyan katonai szolgálat miatt az 1952–53-as idényt kihagyta, a következő szezonban 12 bajnokin öt gólt szerzett, és több élvonalbeli klub érdeklődését is felkeltette.

### Arsenal
1954 telén igazolta le az Arsenal, majd 1955. február 19-én mutatkozott be a londoni csapatban egy Leicester City elleni mérkőzésen. Az áttörést az 1957–58-as idény hozta meg a számára, 28 bajnokin 18 gólt szerzett.
A következő négy idényben rendre ő lett a csapat házi gólkirálya, azonban az Arsenal gyenge formája miatt egy trófeát sem nyert, legjobb helyezése egy bajnoki harmadik volt az 1958–59-es szezonban. Annak ellenére, hogy az 1960–61-es bajnokságot gólkirályként zárta, elfogadta a Manchester United ajánlatát, akik 35 ezer fontot fizettek érte.

### Manchester United
Herd 1961. augusztus 19-én mutatkozott be a Manchester Unitedben, és az itt töltött hét idény alatt a klub egyik legeredményesebb játékosává vált. (202 bajnokin lőtt 114 góljával a mai napig 13. a klub örök-góllövőlistáján.) Két angol bajnokságot nyert a Manchester United játékosaként, míg az 1963-as FA-kupa-döntőben két góllal járult hozzá a Leicester City elleni 3–1-es győzelemhez.
Már első bajnoki idényében ő lett a csapat házi gólkirálya, azonban a következő idényben az akkor igazolt Denis Law megelőzte, az 1965–66-os idényben ismét ő volt a legeredményesebb a csapatban, 24 gólt lőtt.
1967-ben eltört a lába, egy évig tartott mire felépült, azonban a George Best, Bobby Charlton, Denis Law trió árnyékában egyre kevesebbet játszott, az 1968-as BEK-döntőben sem lépett pályára.

### Stoke City
1968 júliusában a Stoke City-hez igazolt és 35 bajnokin lőtt kilenc góljával bent maradáshoz segítette csapatát.
Pályafutása végén futballozott még az ír Waterfordban is.

### A válogatottban
A skót válogatottban öt alkalommal lépett pályára, és három gólt szerzett. 1958. október 18-án debütált a Wales ellen 3–0 arányban megnyert mérkőzésen.

### Edzőként
Egy szezonon át, az 1971–1972-es idényben volt a Lincoln City vezetőedzője.

## Sikerei, díjai
Manchester United FC
- First Division, angol bajnok (2): 1965, 1967
- FA-kupa győztes (1): 1963
- BEK-győztes (1): 1968

Egyéni
- First Division, gólkirály (1): 1961

## Magánélete
A skóciai Hamilton városában született, édesapja, Alec Herd szintén labdarúgó volt, játszott a Manchester City csapatában is, míg nagybátyja, Sandy Herd a skót válogatottban is pályára lépett egy alkalommal. Visszavonulása után versenyszerűen krikettezett.
2016. október 1-én hunyt el.

## Statisztika
| Klub                | Szezon              | Bajnokság            | Bajnokság     | Bajnokság | FA-kupa       | FA-kupa | Ligakupa      | Ligakupa | Nemzetközi kupa | Nemzetközi kupa | Egyéb         | Egyéb | Összesen      | Összesen |
| Klub                | Szezon              | Bajnokság            | Pályára lépés | Gólok     | Pályára lépés | Gólok   | Pályára lépés | Gólok    | Pályára lépés   | Gólok           | Pályára lépés | Gólok | Pályára lépés | Gólok    |
| ------------------- | ------------------- | -------------------- | ------------- | --------- | ------------- | ------- | ------------- | -------- | --------------- | --------------- | ------------- | ----- | ------------- | -------- |
| Stockport County    | 1950–51             | Third Division North | 1             | 1         | 0             | 0       | –             | –        | –               | –               | –             | –     | 1             | 1        |
| Stockport County    | 1951–52             | Third Division North | 2             | 0         | 0             | 0       | –             | –        | –               | –               | –             | –     | 2             | 0        |
| Stockport County    | 1952–53             | Third Division North | 0             | 0         | 0             | 0       | –             | –        | –               | –               | –             | –     | 0             | 0        |
| Stockport County    | 1953–54             | Third Division North | 12            | 5         | 0             | 0       | –             | –        | –               | –               | –             | –     | 12            | 5        |
| Stockport County    | Összesen            | Összesen             | 15            | 6         | 0             | 0       | –             | –        | –               | –               | –             | –     | 15            | 6        |
| Arsenal             | 1954–55             | First Division       | 3             | 1         | 0             | 0       | –             | –        | 0               | 0               | 0             | 0     | 3             | 1        |
| Arsenal             | 1955–56             | First Division       | 5             | 2         | 0             | 0       | –             | –        | 0               | 0               | 0             | 0     | 5             | 2        |
| Arsenal             | 1956–57             | First Division       | 22            | 12        | 6             | 6       | –             | –        | 0               | 0               | 0             | 0     | 28            | 18       |
| Arsenal             | 1957–58             | First Division       | 39            | 24        | 1             | 0       | –             | –        | 0               | 0               | 0             | 0     | 40            | 24       |
| Arsenal             | 1958–59             | First Division       | 26            | 15        | 5             | 3       | –             | –        | 0               | 0               | 0             | 0     | 31            | 18       |
| Arsenal             | 1959–60             | First Division       | 31            | 14        | 1             | 0       | –             | –        | 0               | 0               | 0             | 0     | 32            | 14       |
| Arsenal             | 1960–61             | First Division       | 40            | 29        | 1             | 1       | 0             | 0        | 0               | 0               | 0             | 0     | 41            | 30       |
| Arsenal             | Összesen            | Összesen             | 166           | 97        | 14            | 10      | 0             | 0        | 0               | 0               | 0             | 0     | 180           | 107      |
| Manchester United   | 1961–62             | First Division       | 27            | 14        | 5             | 3       | 0             | 0        | 0               | 0               | 0             | 0     | 32            | 17       |
| Manchester United   | 1962–63             | First Division       | 37            | 19        | 6             | 2       | 0             | 0        | 0               | 0               | 0             | 0     | 43            | 21       |
| Manchester United   | 1963–64             | First Division       | 30            | 20        | 7             | 4       | 0             | 0        | 6               | 3               | 1             | 0     | 44            | 27       |
| Manchester United   | 1964–65             | First Division       | 37            | 20        | 7             | 2       | 0             | 0        | 11              | 6               | 0             | 0     | 55            | 28       |
| Manchester United   | 1965–66             | First Division       | 37            | 24        | 7             | 3       | 0             | 0        | 7               | 5               | 1             | 1     | 52            | 33       |
| Manchester United   | 1966–67             | First Division       | 28            | 16        | 2             | 1       | 1             | 1        | 0               | 0               | 0             | 0     | 31            | 18       |
| Manchester United   | 1967–68             | First Division       | 6             | 1         | 1             | 0       | 0             | 0        | 1               | 0               | 0             | 0     | 8             | 1        |
| Manchester United   | Összesen            | Összesen             | 202           | 114       | 35            | 15      | 1             | 1        | 25              | 14              | 2             | 1     | 265           | 145      |
| Stoke City          | 1968–69             | First Division       | 35            | 9         | 4             | 0       | 0             | 0        | 0               | 0               | 0             | 0     | 39            | 9        |
| Stoke City          | 1969–70             | First Division       | 9             | 2         | 0             | 0       | 0             | 0        | 0               | 0               | 0             | 0     | 9             | 2        |
| Stoke City          | Összesen            | Összesen             | 44            | 11        | 4             | 0       | 0             | 0        | 0               | 0               | 0             | 0     | 48            | 11       |
| Waterford United    | 1970–71             | League of Ireland    | 3             | 0         | 0             | 0       | 0             | 0        | 0               | 0               | 0             | 0     | 3             | 0        |
| Waterford United    | Összesen            | Összesen             | 3             | 0         | 0             | 0       | 0             | 0        | 0               | 0               | 0             | 0     | 3             | 0        |
| Karrier statisztika | Karrier statisztika | Karrier statisztika  | 430           | 228       | 53            | 25      | 1             | 1        | 25              | 14              | 2             | 1     | 511           | 269      |

## Külső hivatkozások
- David Herd statisztikái
- Kormanik Zsolt, Moncz Attila: A Manchester United legjobb 50 futballistája (1878-2007). Aréna 2000 könyvkiadó, 2007.